# Международный день птиц

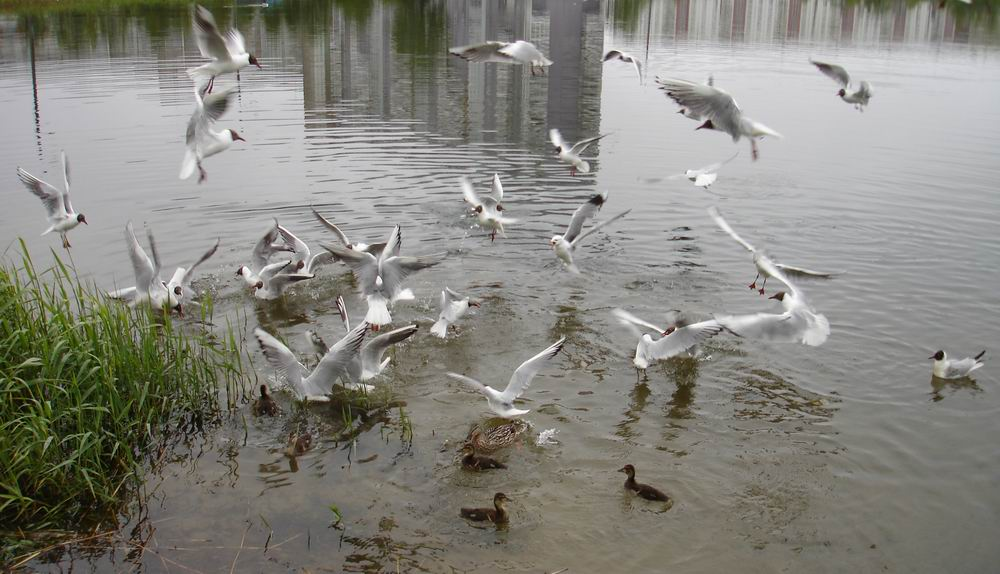
Водоплавающие птицы

«Международный день птиц» — экологический праздник, отмечающийся ежегодно в день 1 апреля. В СССР официально праздновался начиная с 1926 года (с перерывами), в России возродился в 1994 году; является наиболее известным праздником, посвящённым птицам, отмечаемым в Российской Федерации. Проходит в рамках биологической программы ЮНЕСКО «Человек и биосфера».

## Законодательная основа

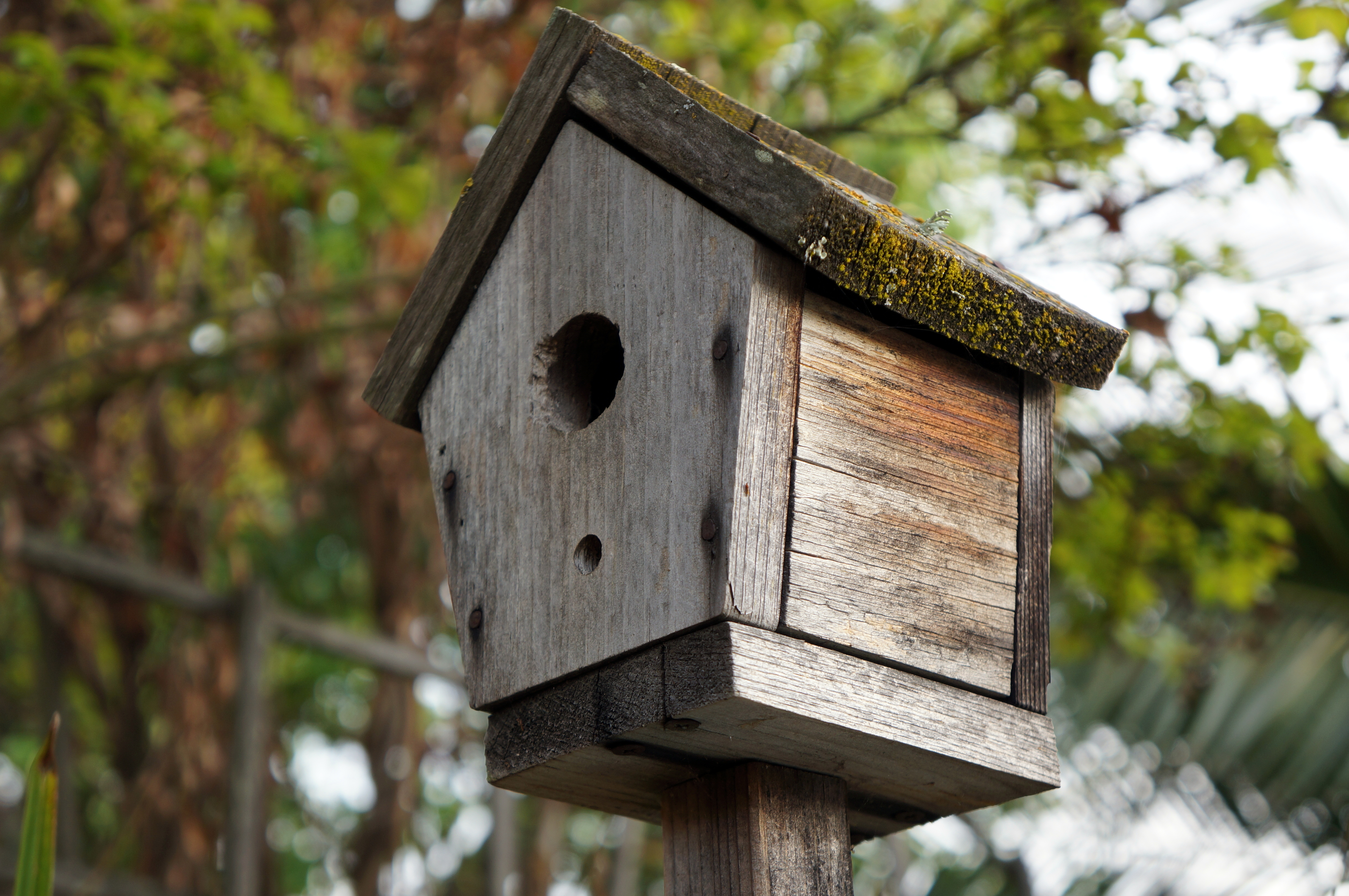
Скворечник из дерева

«Международная конвенция по охране птиц, полезных в сельском хозяйстве», подписанная 19 марта 1902 года и вступившая в силу 12 декабря 1905 года, стала первой международной конвенцией в области защиты окружающей среды. Для Советской России был важен «Международный договор о перелётных птицах», который она подписала в 1918 году и который действует до сих пор; на смену же документу 1902 года пришла «Международная конвенция об охране птиц», подписанная 18 октября 1950 года в Париже — она рассматривала уже все виды птиц, а не только те, которые полезны для сельского хозяйства.

## История праздника

### В США
День птиц как организованный детский праздник (празднуется 4 мая) стал проводиться в США начиная с 1894 года с подачи интенданта школ Ойл-Сити (Пенсильвания) Чарльза Альманзо Бэбкока. В основе его идеи лежал День труда, уже широко праздновавшийся в то время. Согласно замыслу, этот праздничный день, в который должны слушаться и исполняться произведения, посвящённые птицам, должен был быть кульминацией годовой образовательной программы, посвящённой птицам в дикой природе и их защите. Начинание Бэбкока поддержал президент Американского общества орнитологов Датчер, заявивший: «Когда мы обучим наших детей, законы будут уже не нужны». Идею Бэбкока также поддержала газета «Питсбургская Телеграфная хроника», организовавшая клуб-музей по охране птиц для школьников. В начале XX века День птиц уже широко проводился в США, проник он и в другие страны.
В Российской империи его подхватили школьные «Майские союзы» и отделы Российского общества покровительства животным; томский, а затем киевский зоолог, профессор H. Ф. Кащенко выпустил брошюру о майских союзах и привлечении птиц (первая книга по этой теме, «Всеобщая защита птиц», была написана орнитологом Гансом фон Берлепшем), однако, как писал популяризатор охраны птиц зоолог А. А. Силантьев, идея проведения Дня птиц, «увлекая за границей десятки и сотни тысяч горячих её поклонников, дошла до нас пока в виде слабого, еле заметного всплеска».

### В СССР
С окончанием наиболее тяжёлого революционного периода в России снова вспомнили о такой традиции. Так, 11 и 12 мая 1924 года юные натуралисты московской Центральной биостанции под руководством преподавателя Николая Дергунова и П. П. Смолина развесили десяток дуплянок в Погонно-Лосино-Островском лесничестве. Тогда же День птиц был проведён в Смоленской области под руководством учителя ермолинской школы Мазурова. Лозунгом праздника было воззвание: «Не убивайте птиц! Помогайте им: ставьте домики и кормушки!».
Дергунов опубликовал статью о Дне птиц в «Листках Биостанции юных натуралистов им. К. А. Тимирязева», а в следующем году День птиц впервые в стране был проведён уже официально: в этот раз юннаты под его руководством установили скворечники на Воробьёвых горах. В подготовке участвовал Владимир Маяковский, дача которого была неподалёку от биостанции: он помогал рисовать плакаты, сочинил фразу: «Мы ждём вас, товарищ птица, отчего вам не летится?» и, возможно, принял участие и в самом празднике.
В 1927 году в московском Дне птиц участвовало уже 5 тысяч детей, развесивших 1098 скворечников. Около трети из них потом подвергались вандализму, однако Николай Дергунов был против привлечения хулиганов к ответственности: «только потому, что не зная как проявить свою активность, они занимаются разорением гнёзд. …Из главных врагов пернатых ребята должны стать их лучшими друзьями через привлечение ко Дню птиц». В следующем году в мероприятии (как и в 1929 году, проводилось 24 марта) участвовало уже около 65 тысяч энтузиастов, которые развесили примерно 15 тысяч скворечников. Московские журналы «Юный натуралист» и «Листки Биостанции юных натуралистов», ленинградский «Живая природа», харьковские журнал «Украинский охотник и рыболов» и газета «Радянський мисливець та pибалка» активно призывали со своих страниц принять участие в празднике любителей природы.
«День подготовки к прилёту птиц» проводился пионерскими организациями и секциями юных натуралистов, дети мастерили скворечники, взрослые читали им лекции о видах птиц, об образе их жизни, уходе за ними; в день мероприятия проводился митинг, после которого учащиеся шли развешивать скворечники и синичники. Советский праздник органически вплёл в себя такие дореволюционные славянские традиции, как весенние встречи жаворонков и устройства гнездовий для скворцов и аистов. Однако уже в 1930-е годы главенствующее положение в стране заняло утилитарное, потребительское отношение к природе. Так, в 1930 году редакция «Юного натуралиста» предлагала переименоваться в «Юный колхозник», а в 1934 году Центральная станция юных натуралистов стала называться «станцией юных натуралистов и опытников сельского хозяйства».

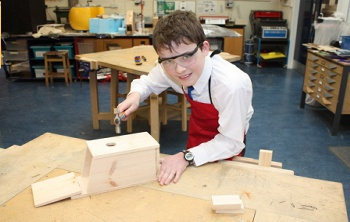
Ребёнок, мастерящий скворечник

Вновь возрождаться День птиц начал в конце 1940-х годов. Его активными популяризаторами стали председатель юношеской секции Всероссийского общества охраны природы Пётр Смолин (в Москве) и учёный, видный деятель охраны природы Виктор Аверин (на Украине). День птиц проводился в дни весенних школьных каникул, которые в 1950-м году пришлись на 27 марта — 1 апреля. Возможно, что уже тогда за ним закрепилась дата 1 апреля.
В 1951 году при подготовке к празднику каждой московской школе в обязательном порядке предписывалось изготовить не менее 20 гнездовий а также создать юннатские активы; один из пионерских съездов того периода постановил, что каждый пионер должен в течение года изготовить один скворечник и две кормушки для птиц. В 1953 году к мероприятию было привлечено более 5 миллионов школьников.
Начиная с 1958 года школы начали проводить не только весенний, но и осенний День птиц. Этот праздник встречи зимующих пернатых требовал от учащихся наладить зимнюю подкормку пернатых, прежде всего синиц.
Довольно быстро из радостного праздника любительской инициативы День птиц превратился в чисто формальное мероприятие. В погоне за показателями праздник терял своё воспитательное значение, разнарядка превращала его в докучливую обязанность. Дни птиц, как воспитательные мероприятия для молодёжи, повсеместно выродились и сошли на нет на рубеже 1970-х годов.

### В Российской Федерации
День птиц стал вновь отмечаться в 1994 году благодаря усилиям энтузиастов-орнитологов из Союза охраны птиц России — благотворительной некоммерческой организации, созданной годом ранее.
Хотя этот праздник именуется «международным», помимо России в этот день он практически нигде не отмечается.